# Piero Hincapié
Piero Martín Hincapié Reyna (* 9. Januar 2002 in Esmeraldas) ist ein ecuadorianischer Fußballspieler, der aktuell beim deutschen Bundesligisten Bayer 04 Leverkusen unter Vertrag steht. Seit Juni 2021 ist er Nationalspieler seines Landes.

## Karriere

### Vereine
Hincapié begann seine fußballerische Ausbildung beim CS Norte América, wo er von 2014 bis 2015 spielte. Parallel war er bis 2016 beim Amateurklub Deportivo Azogues aktiv. Anschließend wechselte er in die Jugendabteilung von Independiente del Valle. 2019 erhielt er einen Vertrag bei der zweiten Mannschaft und wenig später seinen ersten Profivertrag. Am 10. August 2019 (21. Spieltag) debütierte er für die Profis in der Startelf gegen den Mushuc Runa SC. Dies war sein einziger Einsatz in der Saison, sein Team gewann jedoch die Copa Sudamericana. Nach zwei weiteren Einsätzen in der Ligapro Serie A und dem Gewinn der U20-Copa-Libertadores, wobei er alle fünf Spiele bestritt, schloss er sich dem argentinischen Klub CA Talleres an. Gegen den CA Colón debütierte er in der Fase Campeón über die vollen 90 Minuten in der Primera División. In der Copa Sudamericana spielte er in der Folgesaison in allen sechs Gruppenspielen.
Am 16. August 2021 wechselte Hincapié nach Deutschland in die Bundesliga zu Bayer 04 Leverkusen und unterschrieb dort einen Fünfjahresvertrag mit einer Laufzeit bis Mitte 2026. Die in US-Dollar gezahlte Ablösesumme betrug nach Angaben der Argentinier umgerechnet 6,4 Millionen Euro. Am 17. September 2021 debütierte er in der Europa League für seinen neuen Klub, als er gegen Ferencvárosi TC eingewechselt wurde und sein Team 2:1 gewann. Sein Bundesliga-Debüt gab er am 19. September 2021 (5. Spieltag) bei einem 3:1-Sieg über den VfB Stuttgart. Bereits am zweiten Europa-League-Spieltag traf er das erste Mal im Trikot der Werkself bei einem 4:0-Sieg bei Celtic Glasgow. Nur einen Monat später konnte er beim 7:1-Erfolg gegen die SpVgg Greuther Fürth zudem sein erstes Bundesligator erzielen. Er entwickelte sich unter Gerardo Seoane zum Stammspieler und spielte in 27 Bundesligapartien und acht Europa-League-Spielen. Nach dem Erreichen des dritten Saisonplatzes debütierte er am ersten Spieltag der Folgesaison in der Champions League gegen den FC Brügge. Er spielte 30 Bundesligaspiele und wurde 13 Mal in den europäischen Wettbewerben eingesetzt, wo man nach dem dritten Platz in der Königsklasse im Halbfinale der Europa League ausschied.

### Nationalmannschaft
2019 spielte er bei der U17-Südamerikameisterschaft sieben Mal und stets als Kapitän. Wenige Monate später spielte er viermal bei der U17-WM 2019.
Am 14. Juni 2021 debütierte er im Rahmen der Copa América 2021 gegen Kolumbien für die A-Nationalmannschaft in der Startformation. Bei dem Turnier wurde er in allen fünf Spielen bis ins Viertelfinale eingesetzt, sah jedoch im letzten Spiel der Auswahl gegen Argentinien die rote Karte.
Nachdem er sich mit seiner Mannschaft zur WM 2022 in Katar hatte qualifizieren können, wurde er von Trainer Gustavo Alfaro auch in den 26-Mann-Kader für das Turnier berufen.

## Titel
Independiente del Valle
- Copa Sudamericana: 2019 (ohne Einsatz)
- U20-Copa-Libertadores: 2020

Bayer 04 Leverkusen
- Deutscher Meister: 2024
  - Vizemeister: 2025
- Deutscher Pokalsieger: 2024
- Deutscher Supercupsieger: 2024